# Río Isluga
Der Río Isluga ist ein Fluss im südamerikanischen Anden-Hochland von Chile und Bolivien.
Ursprung des Río Isluga ist die Laguna Parinacota in der Region des Stratovulkans Isluga in der chilenischen Region Tarapacá. Bedingt durch das aride Klima der Region ist der Abfluss aus dem 4.147 m hoch gelegenen See nur periodisch, nur in den Sommermonaten von Dezember bis März fallen nennenswerte Niederschläge.
Der Río Isluga fließt in östlicher Richtung durch den Nationalpark Volcán Isluga und erreicht nach 27 Kilometern die Laguna Aravilla, einen See von etwa einem Kilometer Länge. Nach weiteren acht Kilometern erreicht er die Ortschaft Enquelga, wo der Fluss durch heiße Thermalquellen gespeist wird, die „Termas de Enquelga“. Weitere Ortschaften auf seinem Weg nach Osten sind Isluga, Sitani, Cotasaya und die beiden Grenzorte Colchane und Pisiga Bolívar, Letzterer auf bolivianischem Staatsgebiet.
20 km unterhalb von Pisiga mündet der Fluss in den Salzsee Salar de Coipasa. Der Fluss hat eine Gesamtlänge von 81 Kilometern.

## Weblink
- Chileflora (englisch)